# 한국어린이집총연합회
한국어린이집총연합회(韓國어린이집總聯合會, Korea Educare Association ; 한어총)는 보육사업의 원활한 추진과 어린이집의 균형적인 발전, 어린이집 간의 정보 교류 및 상호 협조 증진을 위하여 설립된 사단법인이다. 대한민국의 어린이집 단체 중 가장 큰 규모의 단체이다. 서울특별시 마포구 만리재로14 (공덕동) 한국사회복지회관 404호 (르네상스타워빌딩)에 있다.

## 설립 근거
- 영유아보육법[6]

## 연혁
- 1991년 1월 4일 영유아보육법 공포
- 1992년 3월 7일 사단법인 한국영유아보육시설연합회 창립
- 1994년 10월 15일 『보육정보』 창간
- 1995년 6월 20일 중앙보육정보센터 설치
- 1996년 3월 6일 사단법인 한국보육시설연합회로 개칭
- 1996년 10월 31일 KDA-NET(보육종합정보망) 구축
- 1997년 8월 6일 유아교육특별대책위원회 구성
- 1997년 11월 3일 법인보육시설분과위원회 설치
- 1998년 6월 15일 영유아보육발전범시민사회단체연대회의 발족
- 1998년 10월 30일 Educare Net(아동보육종합정보망) 확장 구축
- 1999년 9월 28일 보육인의 날 선포
- 2011년 11월 16일 사단법인 한국어린이집총연합회로 개칭[7][8]

## 주요 업무
- 보육에 관한 조사·연구
- 보육에 관한 자료수집 및 간행물 발간
- 보육사업에 관한 계몽 및 홍보
- 보육교직원의 교육·훈련 및 국제교류
- 보육사업에 관한 정책 건의
- 보육정보센터 운영에 관한 사항
- 어린이집 운영에 관한 사항
- 보육교직원의 복리증진
- 기타 한국어린이집총연합회의 목적 달성에 필요한 사업

## 조직

### 한국어린이집총연합회장
- 국공립분과위원회
- 사회복지법인분과위원회
- 법인단체등분과위원회
- 직장분과위원회
- 민간분과위원회
- 가정분과위원회

#### 사무처
| 총무부 | 기획조사부 | 교육홍보부 | 사업부 |

## 사건·사고 및 논란

### 어린이집 CCTV 전수조사 반대
2015년 1월 21일 어린이집 아동학대 피해실태와 관련하여 경찰청이 추진하고 있는 CCTV 전수조사 방침에 대해 한국어린이집총연합회 정광진 회장은 한국프레스센터에서 기자회견을 갖고 “경찰청이 주관하는 어린이집 CCTV 압수조사에는 협조하기 어렵다”라고 말했다. 이어 “그러나 적극적인 반대 시도는 하지 않겠다"고 덧붙였다. 덧붙여 “경기도에서 CCTV를 스마트폰 앱에서 실시간으로 볼 수 있도록 한다는데 그렇게 되면 어린이집의 모든 것이 노출돼 자율성이 침해된다”며 “CCTV 개방은 어린이집 교사와 원장간 협의를 통해 공개 범위를 설정해야 한다”고 주장했다. 또 CCTV 설치 의무화 제안 역시 “국회에서 수년 동안 계류 중인 어린이집 CCTV 설치 의무화 법안이 통과되면 협조하겠다”고 말했다.

### 누리예산 편성 논란
2015년 11월 16일 한국어린이집총연합회는 한국프레스센터에서 기자회견을 통해 “시ㆍ도교육청은 어린이집 아동에 대한 누리과정예산을 편성하고, 교육부는 누리과정안정화를 위한 예산지원에 협력하라”면서 “국고든, 지방예산이든, 교육재정교부금이든 그 모든 세금의 주인은 국민이고, 그 중 가장 존중받고 보호받아야 국민이 바로 영유아라는 점에서 볼 때, 어린이집 재원 유아에 대한 누리과정예산은 당연히 그리고, 반드시 편성돼야 한다”고 주장했다.

### 맞춤형 보육 강행시 부분휴업 선언
2016년 6월 29일 한국어린이집총연합회 정광진 회장이 2016년 7월 시행되는 맞춤형 보육제도와 관련하여 “맞춤형 보육은 어린이집 운영을 악화시킬 뿐만 아니라 전업주부 영아들의 평등한 보육을 받을 권리를 침해하고 두 자녀 이하 가정 영아들을 부당하게 차별하는 문제점을 내포하고 있다”며 “정부가 제도 개선에 나서지 않을 경우 자율등원 등 특단의 조치를 강구하겠다”고 말했다. 이어 “맞춤형 보육은 정부가 급격히 늘어나는 보육예산 감당이 어려워지자 예산 절감을 위해 서둘러 도입한 것”이라며 ”보육 수요에 대한 예측이 제대로 되지 않았으며, 이를 성급히 시행했다가는 보육의 질적 저하가 우려된다“고 지적했다.

### 특성화고 졸업생 보육교사자격 부여 반대
2015년 8월 김춘진 의원(새정치민주연합)이 특성화고등학교 졸업생들에게 보육교사 3급 자격증을 부여하도록 영유아보육법 개정안을 발의하였다. 김춘진 의원은 전국 특성화고 보육학과에서 매년 300여명의 졸업생들이 배출되고 있는데, 특성화고 보육학과 졸업자의 53%가 대학에 진학하며, 이중 30%는 전공과 관계없는 학과를 선택했다고 지적하며, 특성화 고등학교들은 3년간 실습 및 이론 등 세분화된 교과목만으로도 현장투입이 가능하다는 주장이다.
2015년 11월 20일 한국어린이집총연합회가 특성화고등학교 졸업생에게 보육교사 자격을 부여하자는 영유아보육법 개정안에 대해 반대의견을 밝혔다. 한국어린이집총연합회는 “이 개정안은 보육교사의 전문성을 강화하자는 사회적 분위기와는 다르게 진행되는 내용으로 특성화고등학교에서 보육관련 9개 과목을 이수하면 보육교사 3급 자격취득이 가능, 보육교사의 질적 하락 등 부작용이 예상된다”고 예견했다. 이어 “사이버교육에서는 학습자 구성원간의 원활한 상호작용이 이루어지지 않는 문제가 있고 교육과정에서의 상호작용은 학습자와 학습자, 교수자와 학습자, 학습자와 콘텐츠 간에도 이루어진다”며 “사이버 교육에서는 구성원간의 상호작용을 기대하기 어렵고 사이버 과정을 통해 보육교사자격을 취득한 교사는 인성과 보육지식을 신뢰 할 수 없다”고 밝혔다.
이에 대해 동명여자정보산업고등학교 등 전국 5곳 보육학과 특성화고등학교들은 보육학과 졸업생들의 보육교사 3급 자격증 부여는 문제될 것이 없다는 입장이다. 권혜진 동명여자산업고등학교 교사는 22일 “3급 보육교사 자격증 문제는 2년 이상 전국에 있는 보육과 교사들이 각종 간담회를 열고 보건복지부, 교육부와 지속적인 논의를 거친 내용”이라며 “1년 동안 보육교사훈련원에서 배우는 내용이 이미 3년 과정 안에 다 포함되어 있다”고 말했다.

## 같이 보기
- 어린이집안전공제회
- 한국유치원총연합회
- 한국보육교사교육연합회
- 한국보육진흥원
  - 중앙육아종합지원센터
- 육아정책연구소
- 중앙입양원